# 神奈川県の市町村章一覧
神奈川県の市町村章一覧（かながわけんのしちょうそんしょういちらん）は、神奈川県内の市町村に制定されている、あるいは制定されていた市町村章の一覧である。なお、一覧の順序は全国地方公共団体コード順による。廃止された市町村章は廃止日から順に掲載している。

## 市部
| 市       | 市章 | 由来                                                                   | 制定日         | 備考 |
| -------- | ---- | ---------------------------------------------------------------------- | -------------- | --- |
| 横浜市   |      | 「ハマ」を意匠化し、櫛形にしたもの                                     | 1909年6月5日   | |
| 川崎市   |      | 「川崎」の「川」と多摩川を象徴したもの                                 | 1925年4月15日  | 2004年12月17日にシンボルマークを制定する                                                                             |
| 相模原市 |      | 三つの「サ」を表し、「ハラ」を図案化したもの                           | 1949年11月1日  | 相模原町章として制定され、市制施行後に継承される                                                                     |
| 横須賀市 |      | 「ヨコ」を抱き合わせ、艦船の羅針盤を表したもの                         | 1912年3月16日  | |
| 平塚市   |      | 「平」を図案化したもの                                                 | 1932年10月1日  | |
| 鎌倉市   |      | ササリンドウをあしらったもの                                           | 1952年11月3日  | 2代目の市章である |
| 藤沢市   |      | 「フジ」を図案化したもの                                               | 1950年10月1日  | 2代目の市章である |
| 小田原市 |      | 波頭で梅花を表したもの                                                 | 1941年6月26日  | |
| 茅ヶ崎市 |      | 「チ」を円形に図案化したもの                                           | 1957年10月1日  | 2代目の市章である |
| 逗子市   |      | 「逗」を図案化したもの                                                 | 1950年11月30日 | 1938年に逗子町章として制定され、横須賀市に編入されたが、再分割され逗子町になった後も使用され、市制施行後に継承される |
| 三浦市   |      | 「み」を二匹のマグロと二本のダイコンで図案化したもの                   | 1956年1月20日  | |
| 秦野市   |      | 「ハダノ」を力強くして図案化したもの                                   | 1958年1月1日   | |
| 厚木市   |      | 「あつぎ」とアユを合わせて図案化したもの                               | 1955年3月22日  | |
| 大和市   |      | 「大」を円形に図案化したもの                                           | 1953年11月3日  | 大和町章として制定され、市制施行後に継承される                                                                       |
| 伊勢原市 |      | 「イセ」を図案化したもの                                               | 1957年9月1日   | 伊勢原町章として制定され、市制施行後に継承される                                                                     |
| 海老名市 |      | 「エビナ」を図案化し、中央部に鳥を配したもの                           | 1950年12月22日 | 海老名町章として制定され、市制施行後に継承される                                                                     |
| 座間市   |      | 「ザマ」を図案化したもの                                               | 1952年8月13日  | 座間町章として制定され、市制施行後に継承される                                                                       |
| 南足柄市 |      | 「ミナミ」を図案化し、翼形は「ミ」・中央部は「ナ」をもって型どったもの | 1958年8月21日  | 南足柄町章として制定され、市制施行後に継承される                                                                     |
| 綾瀬市   |      | 「アヤ」の構成により、空間の「S」を形作ったもの                        | 1952年1月1日   | 綾瀬町章として制定され、市制施行後に継承される                                                                       |

## 町村部
| 郡       | 町村     | 町村章 | 由来                                                                                     | 制定日         | 備考 |
| -------- | -------- | ------ | ---------------------------------------------------------------------------------------- | -------------- | --- |
| 三浦郡   | 葉山町   |        | 「葉山」を図案化したもの                                                                 | 1984年3月29日  | 1915年9月11日に公表されたものを1984年3月29日に制定される 色は地色は白色・葉は緑色・「山」は黒色が指定されている |
| 高座郡   | 寒川町   |        | 「サ」を図案化したもの                                                                   | 1950年10月11日 | |
| 中郡     | 大磯町   |        | 三つの「大」を組み合わせたもの                                                           | 1964年8月15日  | 制定前は作成されていなかった                                                                                    |
| 中郡     | 二宮町   |        | 「二宮」を図案化したもの                                                                 | 1958年4月20日  | |
| 足柄上郡 | 中井町   |        | 「中い」を円形に組み合わせたもの                                                         | 1963年5月1日   | |
| 足柄上郡 | 大井町   |        | 「オ」と若葉を図案化したもの                                                             | 1965年8月25日  | 制定前は作成されていなかった                                                                                    |
| 足柄上郡 | 松田町   |        | 西丹沢と酒匂川を「マ」に象ったもの                                                       | 1968年10月23日 | |
| 足柄上郡 | 山北町   |        | 「山北」を図案化したもの                                                                 | 1959年2月1日   | |
| 足柄上郡 | 開成町   |        | 「開」を図案化したもの                                                                   | 1956年2月1日   | |
| 足柄下郡 | 箱根町   |        | 「ハ」（箱根連峰）を示し、丸い「コ」を表したもの                                         | 1958年2月11日  | |
| 足柄下郡 | 真鶴町   |        | 全体が鶴（港と入船）を象ったもの                                                         | 1950年10月     | |
| 足柄下郡 | 湯河原町 |        | 「ゆ（ミカンと湯河原温泉）」を図案化したもの                                             | 1961年3月28日  | 制定前は作成されていなかった                                                                                    |
| 愛甲郡   | 愛川町   |        | 「アイ川（左側は「ア」・右側は「イ」・中央部は「川」）」を図案化したもの                 | 1952年6月10日  | 制定前は作成されていなかった                                                                                    |
| 愛甲郡   | 清川村   |        | 「キヨ川（左側は「キ」・右側は「ヨ」・中央部は「川」）」図案化し、丹沢山と川を表したもの | 1960年3月31日  | 制定前は作成されていなかった                                                                                    |

## 廃止された市町村章
| 市郡     | 町村     | 市町村章         | 由来                                                                 | 制定日           | 廃止日        | 備考                                                           |
| -------- | -------- | ---------------- | -------------------------------------------------------------------- | ---------------- | ------------- | -------------------------------------------------------------- |
| 高座郡   | 茅ヶ崎町 |                  | 桜の花弁を図案化したもの                                             | 1909年           | 1947年10月1日 | 制定以前から使用されていた                                     |
| 藤沢市   |          |                  | 不明                                                                 | 1941年3月24日    | 1950年10月1日 | 初代の市章である                                               |
| 鎌倉市   |          |                  | 星と月を表したもの                                                   | 1901年1月1日     | 1952年11月3日 | 鎌倉町章として制定され、市制施行後に初代の市章として継承された |
| 茅ヶ崎市 |          |                  | 不明                                                                 | 1947年10月1日    | 1957年10月1日 | 初代の市章である                                               |
| 中郡     | 西秦野町 | 作成されていない | 作成されていない                                                     | 作成されていない | 1963年1月1日  |                                                                |
| 足柄下郡 | 橘町     | 作成されていない | 作成されていない                                                     | 作成されていない | 1971年4月1日  |                                                                |
| 津久井郡 | 津久井町 |                  | 「つくい」を図案化したもの                                           | 1959年10月15日   | 2006年3月20日 | 制定前は作成されていなかった                                   |
| 津久井郡 | 相模湖町 |                  | 「さ」を形取りながら、その円形で相模湖を現わしたもの                 | 1957年10月1日    | 2006年3月20日 |                                                                |
| 津久井郡 | 藤野町   |                  | 「藤野」を地形を表し図案化したもの                                   | 1959年5月20日    | 2007年3月11日 | 制定前は作成されていなかった                                   |
| 津久井郡 | 城山町   |                  | 中心の「城」は心の楯を意味し、山に連なるダムの水を円形に現わしたもの | 1960年10月1日    | 2007年3月11日 | 制定前は作成されていなかった                                   |

### 書籍
- 小学館辞典編集部 編『図典 日本の市町村章』（初版第1刷）小学館、2007年1月10日。ISBN 4095263113。
- 近藤春夫『都市の紋章 : 一名・自治体の徽章』行水社、1915年。NDLJP:955061
- 中川幸也『シリーズ人間とシンボル第2号「都市の旗と紋章」』中川ケミカル、1987年10月11日。
- 丹羽基二『日本の市章 （東日本）』保育社、1984年4月5日。
- 望月政治『都章道章府章県章市章のすべて』日本出版貿易株式会社、1973年7月7日。
- NHK情報ネットワーク『NHKふるさとデータブック3 [関東]』日本放送協会、1992年4月1日。
- 国際図書『事典　シンボルと公式制度』国民文化協会、1968年。

### 自治体書籍
- 神奈川県『神奈川県町村合併誌 下巻』神奈川県、1959年3月30日。

### ウェブサイト
- 神奈川県の市町村の説明と制定（神奈川県公式ホームページ）